# Paralelo 14 N
O paralelo 14 N é um paralelo que está 13 graus a norte do plano equatorial da Terra.
Começando no Meridiano de Greenwich na direcção leste, o paralelo 14º Norte passa sucessivamente por:
| País, território ou mar | Notas                                                                |
| ----------------------- | -------------------------------------------------------------------- |
| Burquina Fasso          |                                                                      |
| Níger                   |                                                                      |
| Chade                   |                                                                      |
| Sudão                   |                                                                      |
| Etiópia                 |                                                                      |
| Eritreia                |                                                                      |
| Mar Vermelho            |                                                                      |
| Iêmen                   | Ilha Zuqar                                                           |
| Mar Vermelho            |                                                                      |
| Iêmen                   |                                                                      |
| Oceano Índico           | Mar Arábico                                                          |
| Iêmen                   |                                                                      |
| Oceano Índico           | Mar Arábico                                                          |
| Índia                   |                                                                      |
| Oceano Índico           | Baía de Bengala                                                      |
| Myanmar (Birmânia)      | Ilhas Coco                                                           |
| Oceano Índico           | Mar de Andamão                                                       |
| Myanmar (Birmânia)      |                                                                      |
| Tailândia               |                                                                      |
| Camboja                 |                                                                      |
| Laos                    |                                                                      |
| Camboja                 |                                                                      |
| Vietname                |                                                                      |
| Mar da China Meridional | Passa a norte da Ilha Lubang, Filipinas                              |
| Filipinas               | Ilha de Luzon                                                        |
| Baía de Lamon           | Passa no ponto mais meridional da Ilha Alabat, Filipinas             |
| Filipinas               | Ilha de Luzon                                                        |
| Baía de San Miguel      |                                                                      |
| Filipinas               | Ilha de Luzon                                                        |
| Oceano Pacífico         | Mar das Filipinas                                                    |
| Filipinas               | Ilha Catanduanes                                                     |
| Oceano Pacífico         | Mar das Filipinas - passa a sul da Ilha Rota, Marianas Setentrionais |
| Oceano Pacífico         |                                                                      |
| Guatemala               |                                                                      |
| El Salvador             |                                                                      |
| Honduras                | Passa a sul de Tegucigalpa                                           |
| Nicarágua               |                                                                      |
| Honduras                |                                                                      |
| Mar das Caraíbas        |                                                                      |
| Santa Lúcia             | Passa a sul de Castries                                              |
| Oceano Atlântico        |                                                                      |
| Senegal                 |                                                                      |
| Mali                    |                                                                      |
| Burquina Fasso          |                                                                      |